# Aldealpozo
Aldealpozo es un municipio y localidad española de la provincia de Soria, en la comunidad autónoma de Castilla y León. El término municipal tiene una población de 18 habitantes (INE 2024)

## Geografía
Integrado en la comarca de Frentes, se sitúa a 24 km de Soria. El término municipal está atravesado por la carretera nacional N-122, entre los pK 128 y 132, y por una carretera local que se dirige hacia Arancón. El relieve del municipio está definido por una zona más montañosa al norte, coronada por el Alto del Campillo (1220 m), y una zona más llana al sur, que también se va elevando en el extremo sur hacia la sierra de la Pica. La altitud oscila entre los 1220 m (Alto del Campillo) y los 1050 m al oeste, a orillas de un arroyo. El pueblo se alza a 1053 m sobre el nivel del mar.
| Noroeste: Arancón | Norte: Suellacabras | Noreste: Valdegeña     |
| Oeste: Arancón    |                     | Este: Villar del Campo |
| Suroeste: Arancón | Sur: Tajahuerce     | Sureste: Tajahuerce    |

Pertenece al partido judicial de Soria. Desde el punto de vista jerárquico de la Iglesia católica, forma parte de la Diócesis de Osma, la cual, a su vez, pertenece a la Archidiócesis de Burgos. El Camino de Santiago de Soria, también llamado Castellano-Aragonés, pasa por la localidad.

## Historia
Debe su nombre a un profundo pozo de 16 m (metros) de fondo por 3 de ancho, ya descrito por Pascual Madoz. Antiguamente, el lugar era llamado Canales. Sobre la base de los datos del Censo de Pecheros de 1528, en el que no se contaban eclesiásticos, hidalgos y nobles, se registra la existencia de 25 pecheros, es decir, unidades familiares que pagaban impuestos. En el documento original, figuraba como Aldeaelpozo.
A la caída del Antiguo Régimen, la localidad se constituye en municipio constitucional, entonces conocido como Aldea el Pozo en la región de Castilla la Vieja, partido de Ágreda, que, en el censo de 1842, contaba con 36 hogares y 144 vecinos. A mediados del siglo XIX, el lugar tenía contabilizadas 40 casas. Aparece descrito en el primer volumen del Diccionario geográfico-estadístico-histórico de España y sus posesiones de Ultramar de Pascual Madoz.
En 1941 entró en servicio la línea Soria-Castejón, que contaba con una estación de ferrocarril propia en el municipio de Aldealpozo. Esta línea férrea formaba parte del eje Torralba-Castejón y se mantuvo abierta al tráfico hasta 1996.

## Demografía
Cuenta con una población de 18 habitantes (INE 2024).
| Gráfica de evolución demográfica de Aldealpozo entre 1842 y 2021                                                                                                   |
| |
| Población de derecho según los censos de población del INE Población de hecho según los censos de población del INEEn este censo se denominaba Aldea el Pozo: 1842 |

## Economía
Este pueblo se dedica principalmente a la agricultura del cereal. 

## Patrimonio
El templo parroquial dedicado a San Juan Bautista se alza a izquierda de la carretera general, a pocos metros de esta, exento y sin problemas para su localización. Además, una recia torre del siglo X señala sin duda el lugar.
El templo se adosó a un torreón islámico de la Marca Media con capital en Medinaceli. Domina desde su altura el valle del río Rituerto y comunicaba visualmente con las de Castellanos y Masegoso. Fue edificada en mampostería trabada con cal mediante el uso de encofrado y sus esquinas se redondearon para dificultar el ataque con catapulta.

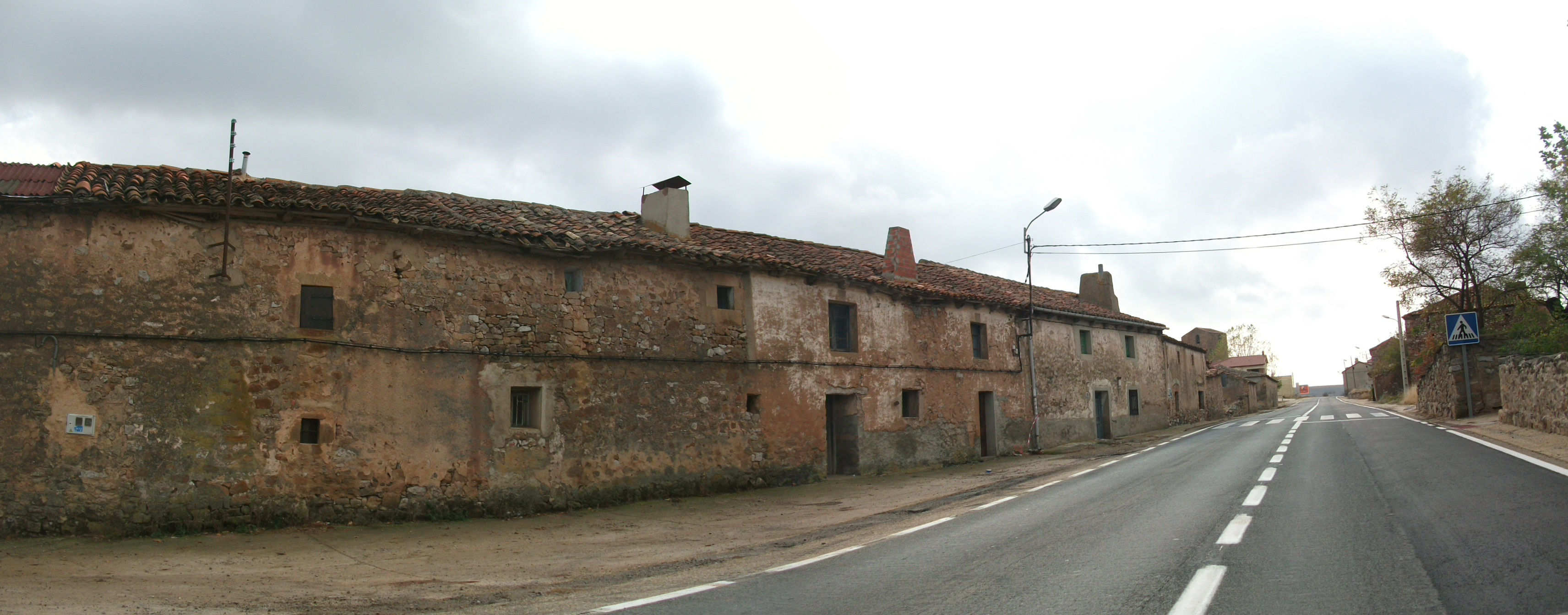
Travesía del pueblo

Tras levantar el templo a finales del siglo XII o principios del XIII, el torreón se transformó en torre campanario al añadirle los cuatro vanos de campana y modificar su terraza de señalas en tejado a dos aguas.
La torre al interior se estructuró en tres pisos separados por suelo de madera. La puerta abría en altura en el primer piso y quedó oculta por el pasadizo de comunicación con la iglesia. Su altura es de unos 18 m. Figura en el catálogo de Bienes Protegidos de la Junta de Castilla y León en la categoría de Castillo con fecha de declaración 22 de abril de 1949.

### Formación jurásica de Aldealpozo
De alto interés geológico es la formación jurásica de las Calizas Negras de Aldealpozo, foco de atención de investigaciones geológicas a lo largo del último medio siglo.
A mediados de los sesenta, grupos de geólogos empezaron a interesarse por el estudio del Jurásico marino en la Cordillera Ibérica, y en los ochenta acabaron centrando sus trabajos en la zona de las sierras de Cameros, la Demanda y el Moncayo. De acuerdo con la teoría de la deriva de los continentes, en el Jurásico Medio y Superior el nivel del mar experimentó grandes elevaciones con las que extensas zonas de Europa quedaron inundadas. Mares interiores poco o moderadamente profundos, con trasiego de mareas y oleajes entre tierras emergidas, iban dejando sedimentos marinos en un inmenso «archipiélago», en el que la península ibérica era un corredor marino norte-sur.
En 1972, Bulart prescribió la configuración de un corredor marítimo entre los macizos Ibérico y del Ebro, al que bautizó como «Estrecho de Soria», que conectaba la masa oceánica jurásica del sur (Tetis) con el Cantábrico.
En 1987, geólogos alemanes (Dragastan y otros) que trabajaban el sector Soria-Sierra del Madero definieron como unidad litoestratigráfica con rango de formación geológica a la que denominaron «Formación Alternancia cíclica de calizas y areniscas de Aldealpozo», al ubicar su estratotipo (afloración de referencia) en las inmediaciones del cruce de la carretera de Aldealpozo a Arancón (coordenadas 41°46′58″ N, 2°13′16.9″ W). Su área de sedimentación se fijó desde Soria hasta al oeste del Madero (Ólvega-Noviercas) y se dató en las edades Calloviense superior, Oxfordiense y Kimmeridgiense, esto es, hace entre 157 y 166 millones de año, en el Jurásico Medio y Superior de la era Mesozoica.
Esta definición fue no formal, válida sólo para el sector Soria-Madero, hasta que geólogos españoles (Mas, Alonso, 1988) completaron y ampliaron su área de sedimentación a toda la Cuenca de los Cameros, desde Soria al sur del Moncayo, manteniendo su localidad tipo bajo la nomenclatura definitiva de «Formación Calizas negras de Aldealpozo», por ser la característica más llamativa y común de toda la zona. Trabajos recientes publicados por otros geólogos están extendiendo los rangos de la Formación Aldealpozo hasta el lado aragonés del Moncayo, en el entorno Veruela y Ricla.
Gráficamente, la Formación Aldealpozo estaría sumergida en todo el mar que se pueda imaginar desde Soria hasta el Moncayo, con sus islotes y playas en elevaciones como El Madero, El Toranzo o La Pica. Durante el Jurásico Medio y Superior, todo ello era una gran llanura marina cuyas mareas y oleaje sedimentaban sobre una plataforma de calizas y areniscas que basculada a modo de rampa hacia el Cantábrico. Así se explica la sorprendente proliferación de fósiles marinos en una zona del interior peninsular: ammonites, bivalvos, conchas, gasterópodos, braquiópodos, corales, algas.

## Personas notables
- Adolfo Burriel Borque (1943), poeta.